# 燭台

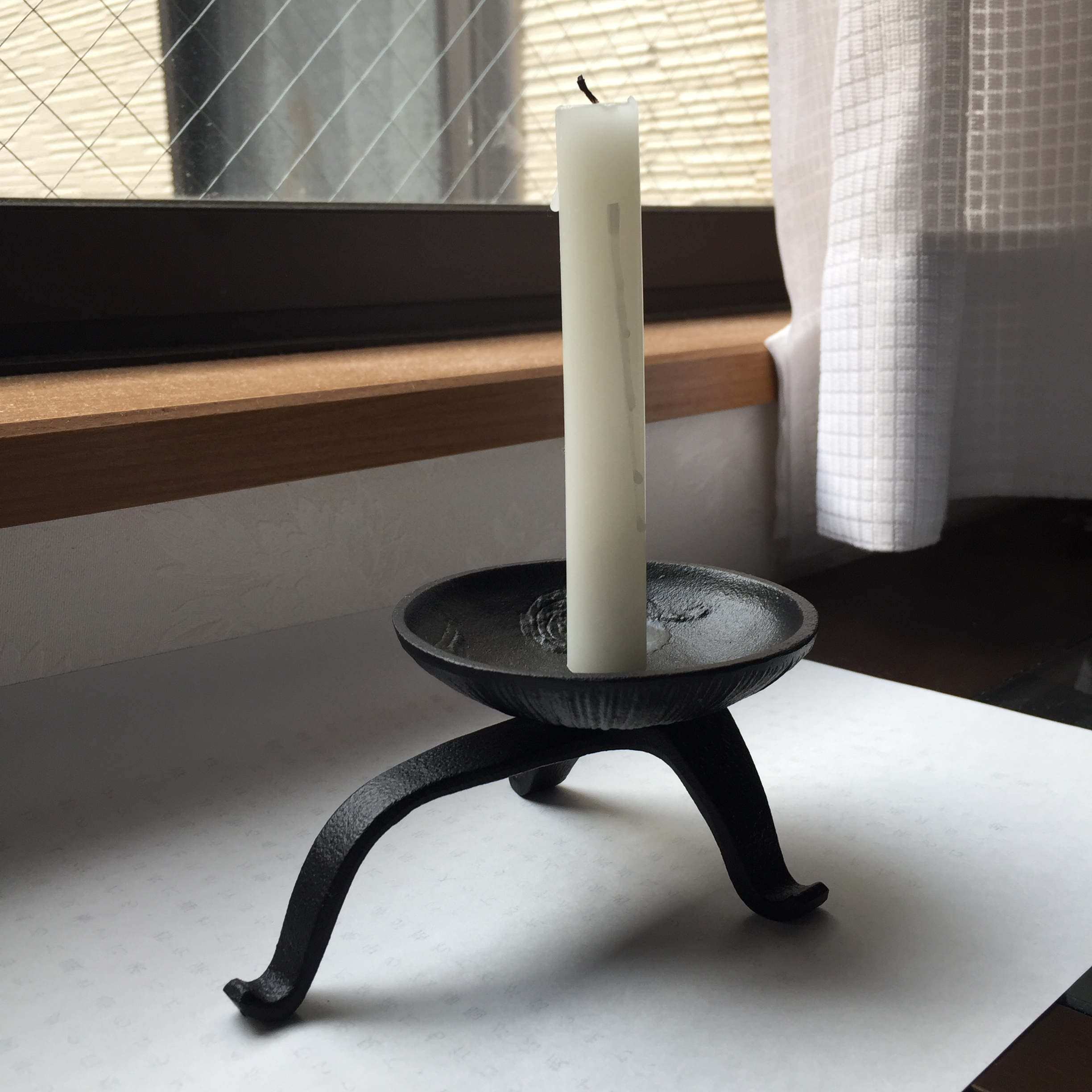
南部鉄器の燭台

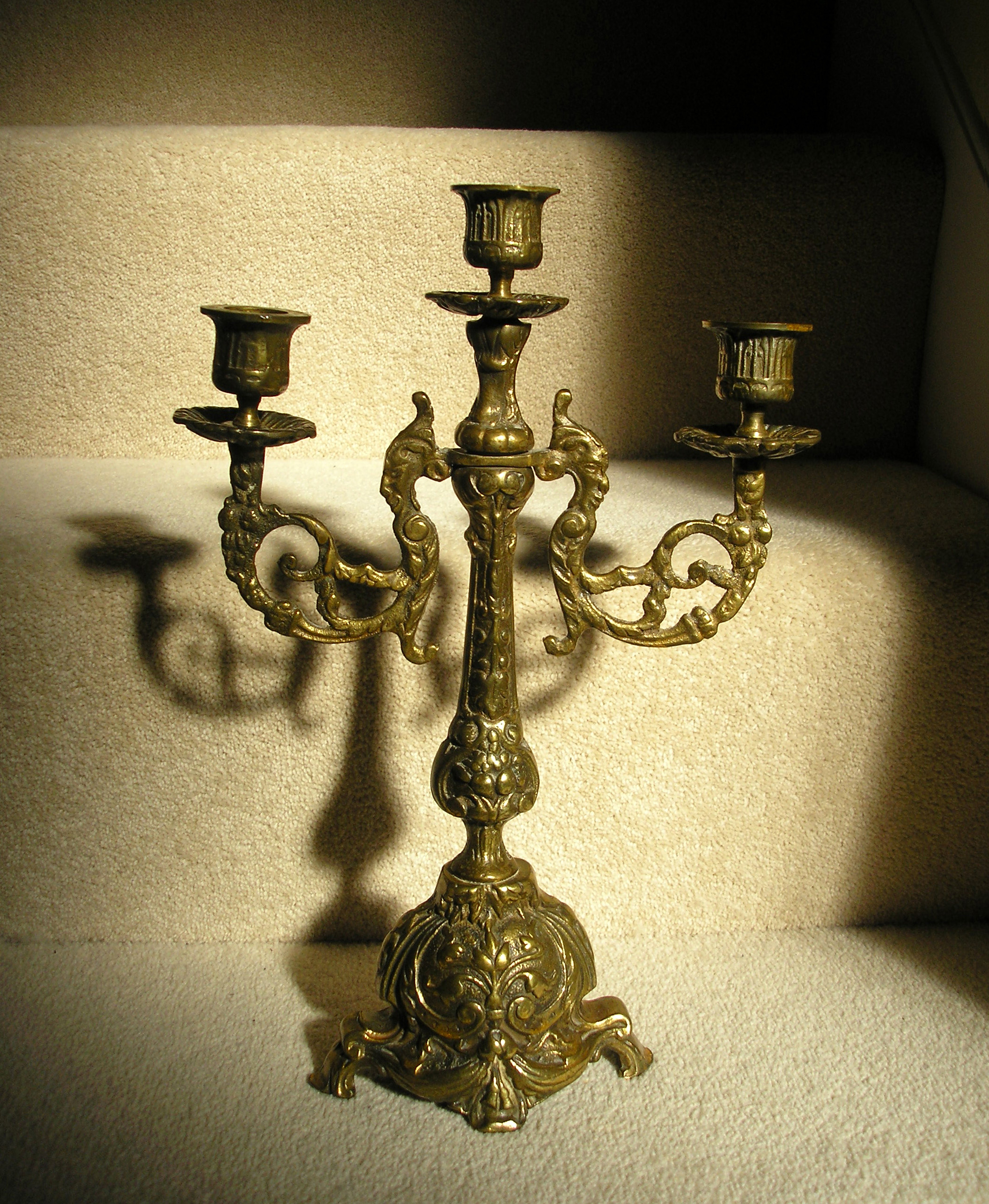
枝つき燭台

燭台（しょくだい）とは、ろうそくを立てるための台である。蝋燭（ろうそく）立て、蝋燭台、火立て、キャンドルスティック、キャンドルスタンドとも称される。

## 概要
基本的な形状については針（ピン）状の狭義のろうそく立てと蝋を受ける皿、細い脚（竿）、台部からなり脚（竿）がないものもある。手に持って用いるものは手燭という。また、手燭として使用することもでき火が垂直に保つような構造にした燭台を可動式燭台という。
近年では太くて背の低い置いて使用するろうそくもあり、針（ピン）状のろうそく立てがないものもある。
時代とともにさまざまなデザインで作られるようになった。
- 火屋付 - 周囲に風除け（火屋）が付いたもの[1]。
- コップ型 - コップに類する形状のもの[1]
- ダルマ型
- 菊灯 - 台部が菊の花を逆さにしたようなデザインになっているもの。
- 地火灯 - 脚（竿）の部分にいくつかのくびれがあるもの。
- 鶴亀型 - 主に浄土真宗で使用されるもので、鶴と亀がデザインされている。

本体の素材については木材・金属（銅や真鍮）・陶磁器が使用される。燭台の針（ピン）状の素材については金属が使用されることが多い。

## ジランドール

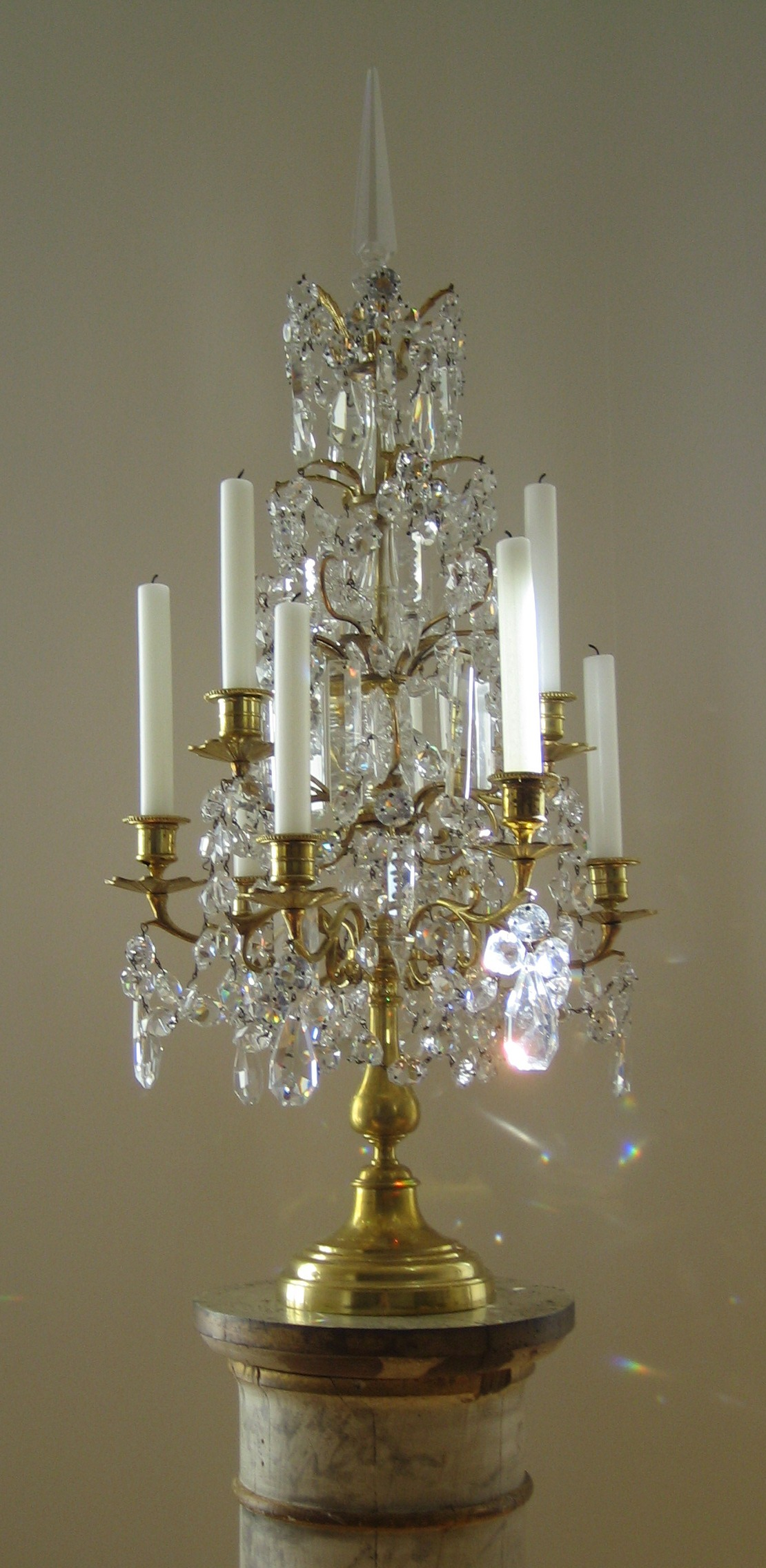
19世紀フランス作のジランドール

とくに西洋の枝つき燭台のことを「ジランドール」（Girandole）または「ジランドーラ」（伊：girandola）という。
ジランドールは17世紀から18世紀にかけてアクセサリー兼用の照明器具として使われた枝付き壁付きの持ち送りの燭台のことであった。19世紀になるとボヘミアングラスのプリズムを取り付けた燭台を指した。今はジランドールは単に枝付き燭台のことを指す。